# Richburg (Nowy Jork)
Richburg – wieś w Stanach Zjednoczonych, w stanie Nowy Jork, w hrabstwie Allegany.